# Couple-Gear Freight-Wheel Company

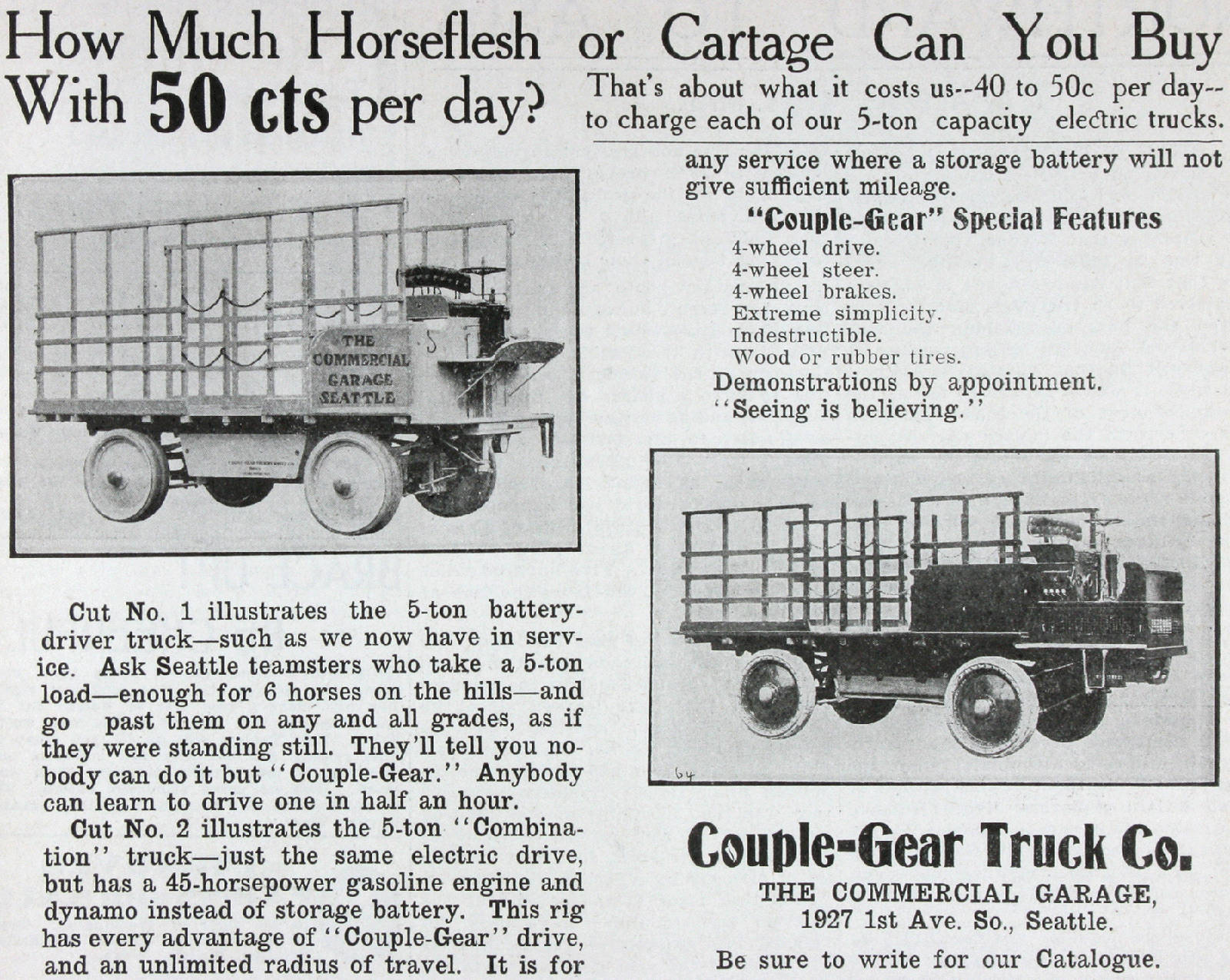
Anzeige des Unternehmens

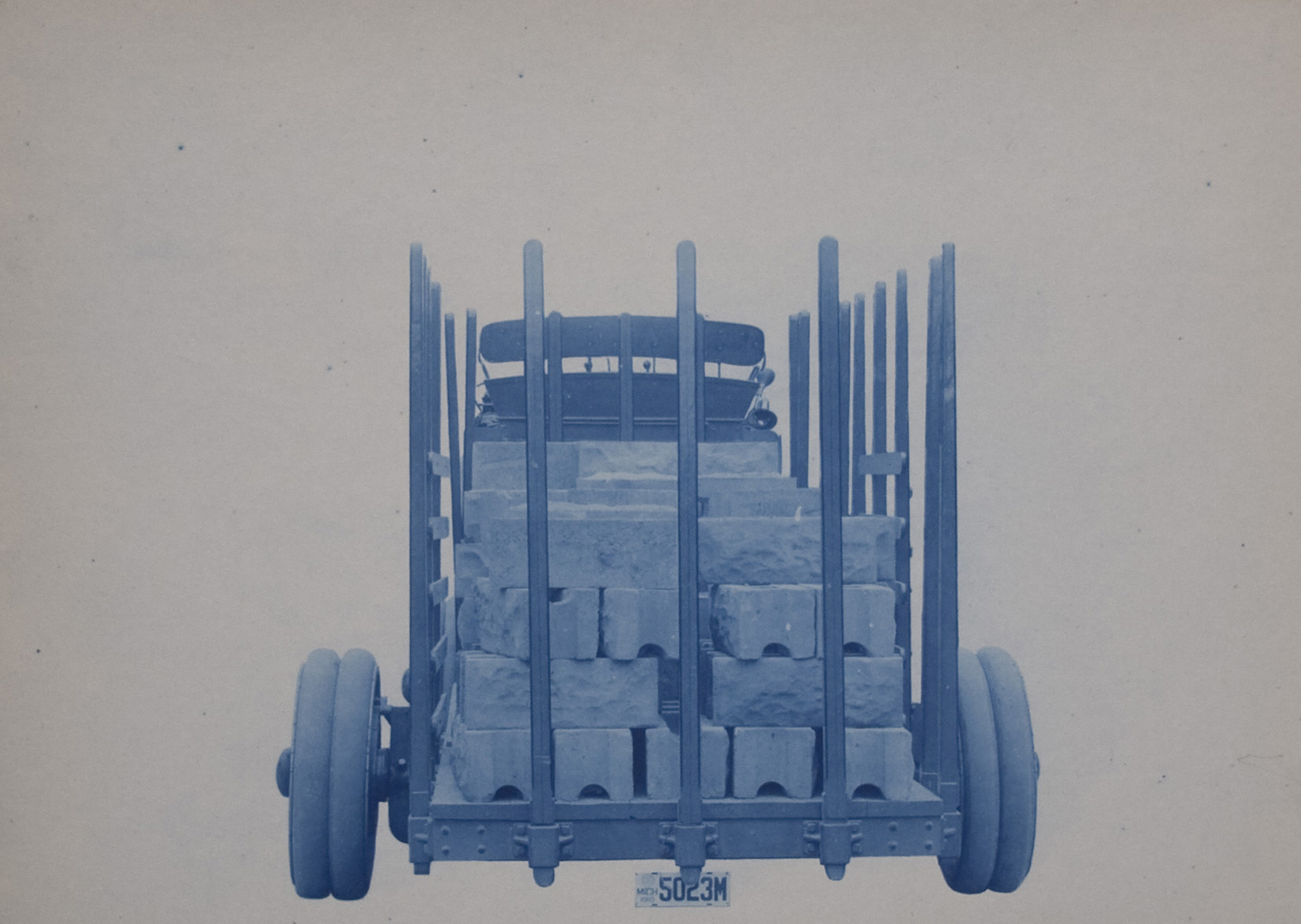
Anhänger

Couple-Gear Freight-Wheel Company war ein US-amerikanisches Unternehmen der Automobilindustrie. Es finden sich auch die Firmierungen Couple Gear Electric Truck Company sowie Couple-Gear Truck Company in einer Anzeige.

## Unternehmensgeschichte
Das Unternehmen hatte seinen Sitz in Grand Rapids in Michigan. 1904 begann die Produktion von Nutzfahrzeugen. Der Markenname lautete Couple-Gear. 1920 endete die Produktion. 1922 wurde das Unternehmen aufgelöst.

## Fahrzeuge
Im Angebot standen überwiegend schwere Lastkraftwagen. Sie hatten Elektromotoren. Die ersten Modelle hatten Nutzlasten von drei bis fünf Tonnen. Radnabenmotoren in den vier Rädern trieben diese an. Dies war eine frühe Form des Allradantriebs. Außerdem wurden alle Räder gelenkt. Ein Hybridelektrokraftfahrzeug ergänzte das Sortiment. 1908 kamen Ein- und Zweitonner dazu, die Frontantrieb hatten.
Außerdem entstanden Feuerwehrfahrzeuge, sowohl mit Elektro- als auch mit Ottomotoren. Die Ahrens-Fox Fire Engine Company und Seagrave Fire Apparatus nahmen Fahrgestelle von Couple-Gear ab.
Nach dem Ersten Weltkrieg verloren Elektrofahrzeuge an Bedeutung. Das letzte hergestellte Fahrzeug war für eine Feuerwehr.